# Matt Polster
Matt Polster (Las Vegas, 8 juni 1993) is een Amerikaans voetballer die bij voorkeur als verdediger speelt. In 2015 tekende hij een contract bij Chicago Fire uit de Major League Soccer.

## Clubcarrière
Op 15 januari 2015 werd Polster als zevende gekozen in de MLS SuperDraft 2015 door Chicago Fire. Zijn debuut maakte hij op 7 maart 2015 tegen Los Angeles Galaxy.